# Acto de Repudio
Als Acto de Repudio (Spanisch, wörtliche Bedeutung: „Ablehnungsaktion“, seltener Mitin de Repudio) wird in Kuba eine von der Regierung koordinierte Form der politischen Demonstration bezeichnet, die sich gegen Regierungskritiker richtet.
Es handelt sich um inszenierte Maßnahmen zur Einschüchterung und Demütigung, bei denen sich eine größere Zahl Anhänger und Vertreter der Regierung in Zivilkleidung an einem öffentlichen Ort versammelt, um einzelne Mitbürger lautstark zu beschimpfen, am Betreten oder Verlassen einer belagerten Wohnung zu hindern oder teilweise auch tätlich anzugreifen.

## Geschichte
Die von Revolutionsführer und Staatspräsident Fidel Castro geführte kubanische Regierung setzte Actos de Repudio in großer Zahl erstmals 1980 im Zusammenhang der Massen-Ausreise von 125.000 Kubanern über den Hafen Mariel in die Vereinigten Staaten ein, zunächst noch unter maßgeblicher Einbindung der unter Regierungskontrolle stehenden (Nachbarschafts-)Komitees zur Verteidigung der Revolution. Damals richteten sich die Aktionen gegen die zahlreichen Mitbürger, die den Wunsch auf Ausreise geäußert hatten und dafür von Fidel Castro öffentlich als arbeitsscheuer „Abschaum“ und „Lumpenproletariat“ beschimpft worden waren. Seitdem sind Hassprotestaktionen dieser Art, die von den staatlichen Medien als spontane Äußerungen des Volkszorns bezeichnet werden, die jedoch nie ohne unmittelbare Beteiligung staatlicher Sicherheitsorgane erfolgen, zu einem häufig wiederholten Phänomen geworden, das auch seit Übernahme des Präsidentenamtes durch Raúl Castro 2008 gegen Oppositionelle zum Einsatz kommt.

## Akteure und Ablauf
Bei den Akteuren handelt es sich inzwischen in der Regel nicht mehr um unmittelbare Nachbarn, sondern um Angehörige spezieller schneller Eingreifbrigaden („Brigadas de Respuesta Rápida“, seit 1991), unter Führung von in Zivil auftretenden Angehörigen der Sicherheitskräfte. Auch besondere Abordnungen des Frauenverbands oder studentischer Mitglieder des kommunistischen Jugendverbands sind schon bei Actos de repudio in Erscheinung getreten. In der Regel tritt den Adressaten der Actos de Repudio eine anonyme Menschenmenge entgegen, die sich meist aus Angehörigen relativ wenig gebildeter Gesellschaftsschichten zusammensetzt. In den letzten Jahren gibt es Versuche von Exilkubanern, über im Internet veröffentlichte Fotos von Actos de Repudio einzelne Geheimdienstmitarbeiter und andere Beteiligte namentlich zu identifizieren, um ihnen den Schutz der Anonymität zu entziehen und sie gegebenenfalls gegenüber Bekannten oder Familienmitgliedern in Rechtfertigungsnot für ihr Tun zu bringen.
Bei einem typischen Acto de Repudio wird die Wohnung der Zielperson(en) belagert und die Bewohner (und Besucher) der Wohnung werden lautstark bedroht und beschimpft und für die Dauer der Demonstration am Betreten oder Verlassen gehindert – teilweise unter aktiver Körperverletzung. Von mehreren Actos de Repudio sind auch Stein- und Farbbeutelwürfe dokumentiert, ebenso gewaltsames Eindringen in Wohnungen. Bis in jüngste Zeit werden auch Exkremente und Eier als Wurfgeschosse gegen Wohnungen verwendet, häufig wird auch eine Art Bitumen in Kondome abgefüllt und in den Hauseingang gespritzt, oder die Kondome werden durch den Aufprall an der Hauswand zum Platzen gebracht. Bei Actos de Repudio sind regelmäßig seit Jahrzehnten bekannte Sprechchöre zu hören, die entweder die Opposition beschimpfen und dabei teilweise entmenschlichen (z. B. „Pin, pon, ¡fuera! ¡Abajo la gusanera!“ – „Raus mit ihnen! Nieder mit dem Gewürm!“), oder die Revolution und die Gebrüder Castro feiern (z. B. „¡Esta calle es de Fidel!“ – „Diese Straße gehört Fidel!“, „Para lo que sea, Fidel“ – „Fidel, egal wofür“ und „¡Viva la revolución!“ – „Es lebe die Revolution!“).
Insbesondere zur Behinderung von Demonstrationen oder öffentlichen Versammlungen von Regimekritikern – z. B. der prominenten Gruppe Damas de Blanco („Damen in Weiß“) – gibt es Actos de Repudio auch abseits von Privatwohnungen. Seit einer Intervention der Katholischen Kirche in Kuba gegenüber der Regierung im Mai 2010 können die Damas de Blanco wieder ihre traditionellen sonntäglichen Schweigemärsche in einem Außenbezirk von Havanna durchführen, an denen sie zuvor mehrfach durch Actos de Repudio gehindert worden waren. Bei vorab angekündigten Veranstaltungen werden prominente Regimekritiker oft durch Actos de Repudio am Verlassen ihrer Wohnung und dadurch an der Teilnahme gehindert.
Bei Actos de Repudio größeren Ausmaßes werden die Protestierenden in von staatlichen Stellen bereitgestellten Bussen zum Ort des Protests gefahren, ebenso wird die Versorgung mit Zwischenmahlzeiten und Erfrischungsgetränken durch die Behörden gewährleistet. Im September 2011 wurde erstmals ein Acto de Repudio bereits vorab in einem der Regierung nahestehenden prominenten Blog angekündigt. Den entsprechenden Straßenzug rings um den Ort des inszenierten Protests in der Innenstadt von Havanna riegelten dann uniformierte Polizisten ab, die neben offiziellen in- und ausländischen Pressevertretern nur staatlich autorisierte Demonstranten passieren ließen. Unmittelbar vor dem belagerten Wohnhaus bildeten teilweise mit Sprechfunk ausgestattete Geheimdienstmitarbeiter die erste Reihe der Menschenmenge und waren für die unmittelbare Gewaltanwendung verantwortlich, mit Hilfe derer die Regierungskritiker, als diese versuchten das Haus zu verlassen, wieder hinein gezwungen wurden. Von einer ähnlichen, ebenfalls gegen eine Versammlung der Damas de Blanco gerichteten Einschüchterungsaktion berichtete beispielsweise die spanische Nachrichtenagentur EFE im März 2011 von auf der Straße eigens installierten Lautsprechern, über die regierungsfreundliche politische Lieder gespielt wurden, von Megaphonen zur Verstärkung der Sprechchöre sowie von einem deutlich sichtbaren Aufgebot an uniformierten Polizeibeamten und in zivil auftretenden Mitarbeitern der Staatssicherheit.
Für prominente Teilnehmer an Actos de Repudio gibt es nur wenige belegte Beispiele: 1980 nahmen mehrere Musiker der Nueva-Trova-Bewegung, darunter deren bekannteste Vertreter Pablo Milanés und Silvio Rodríguez, an einem einwöchigen Acto de Repudio gegen die Familie des Sängers Mike Porcel teil, der (erfolglos) einen Ausreiseantrag gestellt hatte und dafür aus der Bewegung ausgestoßen wurde. Im März 1990 nahmen der damalige Präsident des Kommunistischen Jugendverbands, Roberto Robaina, und der Präsident des Nationalen Studentenverbands, Felipe Pérez Roque an einem Acto de Repudio gegen den vom historischen Teilnehmer der Revolution zum prominenten Dissidenten gewandelten Gustavo Arcos teil – Robaina (1993–1999) und Pérez Roque (1999–2009) dienten später jeweils als Außenminister in der kubanischen Regierung.
Im Mai 2012 starb die 94-jährige Antonia Rodríguez Mirabal, deren Wohnhaus in Santa Clara an den beiden vorangegangenen Tagen Ziel eines von ihr unmittelbar erlittenen, gewaltsamen Acto de Repudio war, an den Folgen eines Schlaganfalls. Die Studenten und Jugendlichen, die die gegen die Nichte der Frau gerichtete Einschüchterungsaktion gemeinsam mit Angehörigen der Staatssicherheit sowie uniformierten Vertretern der Polizei und des Innenministeriums durchführten, hatten das Haus nach Angaben der Familie sowie anwesender Oppositioneller zwei Tage lang belagert und mit Steinen beworfen, die Familie am Einkauf von Lebensmitteln gehindert sowie Parolen geschrien. Eine Woche später starb in der Stadt Guantánamo die 74-jährige Nachbarin eines inhaftierten Dissidenten an einem Herzinfarkt, den sie während eines behördlich koordinierten Mob-Angriffs auf das Wohnhaus seiner Familie erlitt.

## Kritik
Amnesty International und andere in- und ausländische Beobachter haben mehrfach ebenso auf die Verantwortung der kubanischen Regierung für die Actos de Repudio hingewiesen wie auf deren Unvereinbarkeit mit den Menschenrechten. Das Auswärtige Amt bezeichnet in seiner öffentlichen Beurteilung der aktuellen Menschenrechtssituation die Actos de Repudio als „besorgniserregend“. Als einzige in Kuba lebende und sich dem politischen System verbunden fühlende Prominente haben die populären Musiker Carlos Varela und Pablo Milanés (unabhängig voneinander) 2010 und 2011 die Praxis der Actos de Repudio ausdrücklich abgelehnt, worüber in den kubanischen Medien jedoch nicht berichtet worden ist.
Die Führung der Katholischen Kirche Kubas, die sich jeder Kritik an der kubanischen Regierung enthält, ließ im September 2011 als Antwort auf mehrere Gesuche der Damen in Weiß sowie Anfragen internationaler Pressevertreter nach der Position der Kirche zu den sich häufenden Actos de Repudio gegen die Frauengruppe in einer viel beachteten Presseerklärung mitteilen, dass „es nicht notwendig ist, den Standpunkt der Kirche zu Übergriffen zu erläutern, die sich in Wort oder Tat gegen Menschen richten“, es sei „wohl bekannt, und wir haben es bei verschiedenen Gelegenheiten wiederholt, dass es für Gewaltakte jeglicher Art keine Rechtfertigung geben kann.“ In derselben Erklärung teilte die Kirchenleitung jedoch auch mit, die Regierung habe ihr mitgeteilt, dass „von keinem nationalen Entscheidungszentrum der Befehl ergangen ist, diese Personen anzugreifen“.

## Position der kubanischen Regierung
Die Regierung unternimmt nichts gegen das Phänomen der Actos de Repudio, sondern berichtet in den staatlichen Medien gelegentlich positiv über einzelne Aktionen und lässt dabei Teilnehmer zu Wort kommen. Nach kubanischem Recht erfüllen allerdings zahlreiche regelmäßig zu beobachtende Elemente eines Acto de Repudio objektive Straftatbestände. Dazu gehören nicht nur Beleidigung, Nötigung, Sachbeschädigung und Körperverletzung, sondern auch die Straftatbestände der Organisation von (beziehungsweise Teilnahme an) nicht offiziell genehmigten Demonstrationen, der Verschwörung zur Begehung einer Straftat und der Störung der öffentlichen Ordnung – letztere werden häufig gegenüber Dissidenten herangezogen, die öffentlich und gewaltlos ihre Opposition zur Regierung zum Ausdruck bringen. Die Polizei und andere bei Actos de Repudio anwesenden Vertreter der Ordnungskräfte wären also verpflichtet, solche Straftaten unverzüglich zu unterbinden und die Täter zur Verantwortung zu ziehen, was jedoch niemals geschieht.
In seiner Rede vor dem VI. Parteitag der Kommunistischen Partei Kubas im April 2011 erklärte Staatspräsident Raúl Castro – nur wenige Wochen nach den weltweit beachteten Straßendemonstrationen des Arabischen Frühlings – zu Kritik an der Menschenrechtssituation in Kuba: „Diesbezüglich ist es wichtig zu erklären, dass das, was wir nie tun werden, ist, dem Volk sein Recht zur Verteidigung der Revolution zu verweigern, denn die Verteidigung der Unabhängigkeit, der Errungenschaften des Sozialismus und unserer Plätze und Straßen wird weiterhin die erste Pflicht aller kubanischen Patrioten bleiben.“ Viele Beobachter sahen in der beschworenen „Verteidigung der Plätze und Straßen“ einen Aufruf zur Gewalt oder zumindest eine Bekräftigung der Praxis der Actos de Repudio gegen jeglichen Versuch öffentlicher Demonstrationen der Opposition.
In der den regierungsoffiziellen Standpunkt wiedergebenden kubanischen Online-Enzyklopädie EcuRed heißt es, die sich zu Protestaktionen gegen Regierungsgegner versammelnden Personen seien keineswegs von der Regierung bestellt, was eine falsche Behauptung der westlichen Presse sei, in Wahrheit handele es sich (am Beispiel der Actos de Repudio gegen die Damen in Weiß) um „Jugendliche und Frauen aus dem Volk, die sich spontan zusammenfinden, um deren provozierende Handlungen abzulehnen“.

## Dokumentarfilm
- Ailer González und Antonio G. Rodiles: Gusano. Kuba 2013, 48 Minuten, abrufbar auf YouTube (spanisch)